# Воскресенка (Новотроицкая поселковая община)
Воскресенка (укр. Воскресенка) — село в Новотроицкой поселковой общине Генического района Херсонской области Украины.
Население по переписи 2001 года составляло 1102 человека. Почтовый индекс — 75350. Телефонный код — 5548. Код КОАТУУ — 6524481001. Численность населения села составляла: 1270 человек (1970 год), 1362 (1983 год), 1217 (1989 год), 1102 (5 декабря 2001 год).